# Масловская, Вера Игнатьевна
Ве́ра Игна́тьевна Масло́вская (бел. Вера Ігнатаўна Маслоўская, 11 (24) марта 1896–23 января 1981) — белорусская учительница, поэтесса и националистка, одна из основоположников белорусского образования в Белосточчине. Основала одну из первых школ с преподаванием на белорусском языке; её педагогическая карьера была прервана арестом за подпольную деятельность против польского режима. Когда СССР отвоевал эту территорию во время Второй мировой войны, она вернулась к преподаванию, основав школы, в которых преподавали по белорусской программе, в нескольких городах. В конце войны она сбежала в Польшу, чтобы избежать возобновления угроз в адрес бывших националистических активистов. В течение пяти лет Вера проработала в детском саду в Силезии, а затем вернулась в Супрасль, где она работала руководителем городской библиотеки, а затем в районном совете Белостока. Она была социалисткой и считается одной из основательниц белорусского женского движения.

## Ранние годы
Вера Игнатьевна Матейчук (бел. Вера Ігнатаўна Матэйчук) родилась 24 марта 1896 года в Супрасле, который в то время находился в Российской империи, в семье Анны (урождённой Вишневской) и Игнатия Матейчука. Дед Матейчука по материнской линии был беглым крепостным, который принял имя Николая Вишневского, когда прибыл в Супрасль; его настоящее имя было Михаил Домановский. Имея большую семью из десяти детей и небольшой участок земли, Игнатию часто приходилось искать работу на некотором удалении от дома. Когда Вере исполнилось два или три года, семья переехала в Огроднички, деревню в восьми километрах от Белостока. Она получила начальное образование в Огродничках и училась в средней школе для девочек в Супрасле.

## Карьера

### Учительство
Не имея достаточных средств для продолжения образования, Матейчук пошла работать на текстильную фабрику. Условия были плохими, и она организовала забастовку, но завод нанял штрейкбрехеров и уволил бастовавших. Матейчук устроилась домашней прислугой в семью Иоганна Марушевского, руководителя немецкой фабрики. Несмотря на то, что ей плохо платили, она зарабатывала достаточно денег, чтобы поступить на заочные курсы в нормальную школу в Свислочи. Работая днём и занимаясь по вечерам, Матейчук смогла подготовиться к экзаменам незадолго до начала Первой мировой войны. Отец взял её с собой в двухдневное путешествие на восток, в Свислочь. Она сдала экзамены, получив диплом в 1914 году, хотя из-за войны не смогла найти работу. Когда русские войска ушли в 1915 году, немецкая власть приняла закон, согласно которому образование может начинаться на языке коренного населения. Вера вернулась в Свислочь, чтобы пройти педагогическое обучение в только что созданной Белорусской учительской семинарии. Так как в Белостоке было достаточно учителей, в 1917 году её отправили преподавать в Гродненскую область, в село Грабовец (ныне Хайнувский повят в Польше). Она провела два года в этой общине, создав одну из первых школ с преподаванием на белорусском языке.
Когда закончилась Первая мировая война, Российская империя рухнула, что связано с событиями Великой русской революции. Ряд территорий, ранее входивших в состав Российской империи, заявили о своей автономии. 1 января 1919 года была провозглашена Белорусская Советская Социалистическая Республика (БССР). В следующем месяце она была объединена с Литовской Советской Республикой в Литбел, официально Литовско-Белорусская Советская Социалистическая Республика. Литбел был распущен в апреле после того, как Польская армия захватила все земли Литбела во время Советско-польской войны, объявив его территорию частью Польши. На фоне этих событий Вера Матейчук переехала в Вильнюс в 1919 году, чтобы поступить на курсы, предлагаемые Белорусским научным обществом, которое предложило первые белорусские педагогические классы по белорусскому языкознанию, литературе, истории. Она стала политически активной, вступив в Белорусскую партию социалистов-революционеров, которая одобряла белорусский национализм и выступала против польского режима.

### Политическая агитация и национализм
После окончания Вильнюсского курса Вера преподавала в Борисовском и Дисненском районах Минской губернии с 1919 по 1920 год. 12 февраля 1920 года она вышла замуж за белорусского солдата Владислава Масловского, который был капитаном Войска Польского. Через несколько месяцев её муж погиб на фронте, а в июне того же года она опубликовала своё первое стихотворение «Ідзі!» в минской газете «Беларусь». Примерно в то же время она основала Центральный союз белорусских женщин, хотя организация просуществовала недолго, так как была закрыта большевистскими силами, когда они вошли в Минск летом. С установлением советского контроля над территорией 1 августа 1920 года в Минске была восстановлена БССР, и Масловская начала работать инспектором в Комиссариате просвещения. На этой должности она пробыла недолго, так как к концу года она вернулась в Огроднички и работала с Белорусской Народной Республикой. Ей было поручено создать подпольную организацию с целью объединения всех земель, на которых проживали белорусы, в независимое государство. Масловская отвечала за организацию сил, противостоящих как русскому, так и польскому правлению, в районах Бельск-Подляски, Белостока и Сокульского повята. Она быстро создала сеть последователей, к которой присоединился партизанский отряд во главе с Германом Шиманюком, и начала проводить встречи с Вацлавом Ластовским в литовском приграничном городе Меркине.
В марте 1921 года, по окончании Советско-польской войны, участники переговоров подписали Рижский мирный договор, по которому белорусские территории были разделены между Польшей и СССР. Хотя БССР не была распущена, её внешнюю политику определяла Москва. В ответ в сентябре в Праге прошёл Всебелорусский национально-политический съезд, на котором обсуждались условия договора. Масловская была отправлена в качестве делегата Белостокского района и предложила резолюцию бороться за объединение и независимость всех белорусских земель и осудить раздел. Хотя конвенция не предусматривала возбуждение вооружённого конфликта, предложение Масловской было принято. Реакция польских властей была быстрой, они начали проникать в подпольную сеть и арестовывать участников. Масловская была арестована в 1922 году, а суд над ней начался в мае 1923 года. Процесс 45-ти проходил в районном суде Белостока, Веру судили вместе с другими арестованными, и Масловская взяла на себя полную ответственность, заявив, что она была единственным организатором группы. Она не признала вины, заявила, что их целью было не разжигание вооружённого восстания, а борьба за то, чтобы белорусы имели свою нацию. Приговорена к шести годам лишения свободы с отбыванием наказания в Белостоке и Варшаве.

### Дальнейшая карьера
Находясь в тюрьме, Масловская писала стихи для таких белорусских газет, как «Свободное знамя Вильнюса», «Рассвет» (российская газета) и газеты «Рассвет» (Breaking Dawn) в США. С помощью посредников она познакомилась с Владимиром Корчевским, который также был учителем и политзаключённым. Когда они были освобождены в июне 1927 года, пара планировала пожениться 21 ноября того же года. Не имея возможности преподавать, поскольку они были политзаключёнными, пара переехала в Хайнувку, где Владимир работал на заводе по производству скипидара. Затем они переехали в село Ольпень (Ольпин) в Брестской области Полесья, где Владимир служил церковным псалмопевцем, а Корчевская организовывала любительские театральные постановки. За это время её поэзия отошла от революционного пафоса и стала воспевать красоту природы, и пара снова переехала в Кодень на реке Западный Буг.
В начале Второй мировой войны Польша была захвачена в 1939 году совместными действиями нацистской Германии и советских войск. БССР вернула земли, ранее отошедшие к Польше по Рижскому договору, и советский контроль был восстановлен. Для Корчевских это означало, что они могут вернуться к преподаванию, и они заняли должность в деревне Колоная в Волковысском районе. К лету 1940 года супруги вернулись в Огроднички, где основали белорусскую неполную среднюю школу. В 1941 году нацисты вторглись и оккупировали Беларусь, а в декабре вынудили Корчевских закрыть школу. Втайне они продолжали преподавать на протяжении всей войны, а затем до июня 1946 года. В то время Корчевская была вынуждена бежать из Белостока через Жагань в Силезию, чтобы избежать преследований, направленных на бывших белорусских активистов. Она организовала детский сад в Силезии и управляла им в течение пяти лет, прежде чем вернулась в Супрасль и начала работать руководителем городской библиотеки.
Корчевская продолжала публиковать стихи в белорусских газетах в Польше и участвовала в Женской Лиге. Она также была избрана в районный совет Белостока и была связана с Белорусской культурной ассоциацией Польши до выхода на пенсию в 1958 году.

## Смерть и память
Корчевская умерла 23 января 1981 года в Супрасле и похоронена на местном кладбище. Некоторые из её поэтических произведений были опубликованы в газетах «Белосток», «Ніва», минской газете «Беларусь» и в вильнюсской газете «Белорусский календарь».

### Сноски
1. 1 2 3 4 5  Лаўрэнцік, Пясецкая, 2011.
2. ↑  Hardzienka, Gapova, 2006, p. 316—317.
3. 1 2 3 4  Hardzienka, Gapova, 2006, p. 316.
4. 1 2 3 4 5 6 7 8 9 10 11 12 13 14 15 16 17 18  Туронок, 2011.
5. ↑  Niva, 2013.
6. 1 2 3  Maher, 2004, p. 713.
7. 1 2 3 4 5 6  Hardzienka, Gapova, 2006, p. 317.
8. 1 2  Savchenko, 2009, p. 77.
9. 1 2 3 4  Hardzienka, Gapova, 2006, p. 318.